# Margate City
Margate City est une ville de l'État américain du New Jersey, située dans le comté d'Atlantic.
Lors du recensement de 2010, sa population est de 6 354 habitants. La municipalité s'étend sur 7 114 milles carrés (18 425,18 km2), dont 0,22 milles carrés (0,57 km2) d'étendues d'eau.
La ville devient une municipalité indépendante d'Egg Harbor Township en 1885 sous le nom de South Atlantic City. Elle adopte son nom actuel en 1909, en référence à la ville anglaise de Margate.